# Acontia bilimeki
Acontia bilimeki là một loài bướm đêm trong họ Noctuidae.